# Spůlka
Spůlka (též Stašský potok, místně též nazývána Sputka) je levostranný přítok řeky Volyňky v okrese Prachatice v Jihočeském kraji. Délka toku činí 20,5 km. Plocha povodí měří 104,4 km².

## Průběh toku

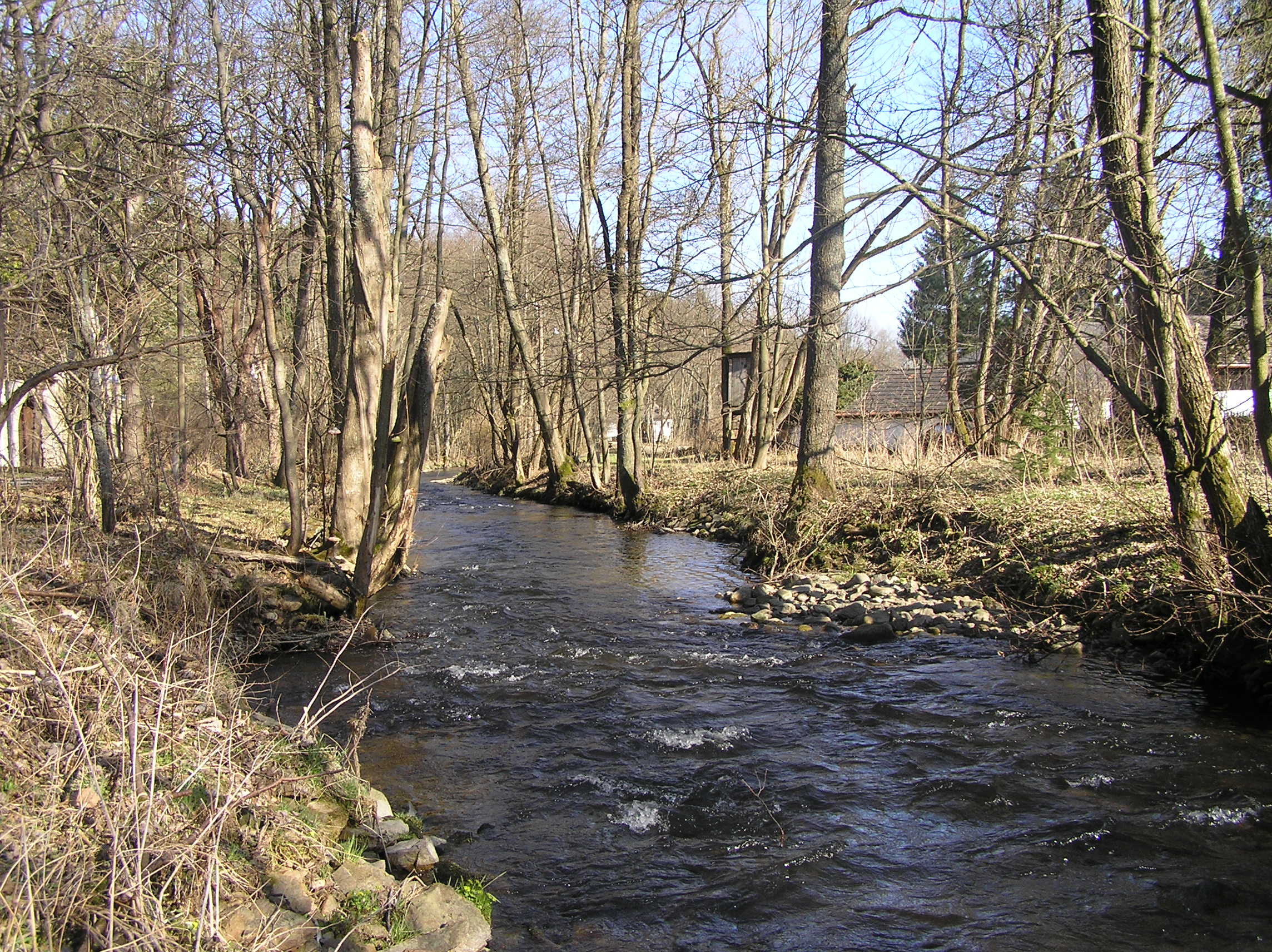
Říčka Spůlka u Čábuz

Pramení na Šumavě severně od vrchu Přílba v nadmořské výšce 1099 m. Na horním toku teče severovýchodním směrem, na středním a dolním toku proudí na východ. Vlévá se do Volyňky u Bohumilic v nadmořské výšce 548 m. 

### Větší přítoky
- levé – Jáchymovský potok, Horský potok, Mladíkovský potok, Horosedelský potok
- pravé – Zdíkovský potok, Košinský potok

## Vodní režim
Průměrný průtok Spůlky u ústí činí 0,97 m³/s.
Hlásné profily:
| místo      | říční km | plocha povodí | průměrný průtok (Qa) | stoletá voda (Q100) |
| ---------- | -------- | ------------- | -------------------- | ------------------- |
| Bohumilice | 0,40     | 104,62 km²    | 0,97 m³/s            | 84,0 m³/s           |

## Mlýny
- Sovův mlýn – Onšovice u Čkyně, okres Prachatice, kulturní památka